# سعيد بن علي الهلالي
سعيد بن علي بن زاهر الهلالي، عسكري عماني برتبة فريق، يرأس منذ 26 مايو 2013، جهاز الأمن الداخلي العماني، حين عينه السلطان قابوس بن سعيد بمرسوم سلطاني لشغل المنصب، وكان قبل ذلك يشغل منصب مساعد رئيس الجهاز برتبة لواء.